# Hanspaul Hagenmaier
Hanspaul Hagenmaier (* 31. Dezember 1934 in Geislingen an der Steige; † 13. März 2013) war ein deutscher Hochschullehrer und Forscher am Institut für Organische Chemie der Universität Tübingen.

## Karriere
Hanspaul Hagenmaier studierte 1954–1961 Chemie an der Universität Tübingen und trat dort der Studentenverbindung Guestfalia bei. Anschließend studierte er bis 1965 Biochemie an der Cornell University Medical School in New York und promovierte bei dem Peptidchemiker und Nobelpreisträger Vincent du Vigneaud zum PhD. 1966 bekam er einen Ruf nach Tübingen, wo 1965 unter der Leitung von Professor Dr. Ernst Bayer am Institut für Organische Chemie ein neuer Schwerpunkt für Peptid- und Proteinchemie eingerichtet wurde. 1969 habilitierte er sich in Organischer Chemie und Biochemie. Er wurde 1970 Universitätsdozent, 1973 außerplanmäßiger Professor und 1975 zum Wissenschaftlichen Rat und Professor für das Spezialgebiet der Stereochemie an der Universität Tübingen. Bei einem einjährigen Forschungsaufenthalt 1971 bei Christian B. Anfinsen an den National Institutes of Health in Bethesda, Maryland, untersuchte er Myoglobin, den roten Sauerstoff-Überträger in Muskeln.
Ihm gelang der experimentelle Nachweis, dass die Verwendung der sogenannten Festphasen-Synthese-Methode von Robert Bruce Merrifield, der 1984 den Nobelpreis verliehen bekam, zu Fehlsequenzen in der Peptidkette führt. Dabei setzte er zum analytischen Nachweis die Massenspektrometrie ein. Er verfasste wichtige Arbeiten über hochtoxische und kanzerogene Dioxine, die 1976 bei dem Chemie-Unfall in Seveso in großer Menge freigesetzt wurden. Er entwickelte spezifische GC-MS-Methoden zum quantitativen Nachweis geringster Dioxin-Mengen. Damit konnte er zeigen, dass generell beim Verbrennen organischer Substanzen in Gegenwart von Chlorverbindungen immer Dioxine gebildet werden. Das führt beispielsweise in der Flugasche von Müllverbrennungsanlagen zu Problemen und Gefahren für die Gesundheit der Bevölkerung. Nach genauer analytischer Untersuchung der Verbrennungsprozesse konnte er in Zusammenarbeit mit Ingenieuren der Stuttgarter Technischen Werke einen „Dioxin-Crasher“ entwickeln, dessen Einsatz den emittierten Dioxin-Gehalt drastisch reduziert und das Betreiben von Müllverbrennungsanlagen somit sicherer machte.

## Familie
Er heiratete 1962 in den USA Marianne Christian.

## Würdigung
Seine für den praktischen Umweltschutz wichtigen Arbeiten trugen Hagenmaier den Spitznamen „Dioxin-Papst“ ein. Er wurde 1987 mit dem Clean Technology Award der EU in Brüssel und dem Philip Morris Forschungspreis sowie 1988 mit dem Bundesverdienstkreuz am Bande gewürdigt. 1991 zeichnete ihn die Kommission Reinhaltung der Luft mit der VDI-Ehrenplakette aus. 1993 erhielt er den Preis der Stiftung Sicherheitstechnik und Umweltschutz des Technischen Überwachungsvereins Pfalz.